# Gaspar Pessoa Tavares de Amorim da Vargem
Gaspar Pessoa Tavares de Amorim da Vargem ComC • ComNSC (Lisboa, Conceição Nova, 6 de Agosto de 1792/3 – Lisboa, Pena, 25 de Novembro de 1878), 1.º Barão da Vargem da Ordem e 1.º Visconde da Vargem da Ordem, foi um militar e político português.

## Família
Filho de Gaspar Pessoa Tavares de Amorim e de sua mulher Ana Joaquina da Guerra e Sousa.

## Biografia
Foi Par do Reino por Carta Régia de D. Maria II de Portugal de 26 de Dezembro de 1844, Conselheiro de Sua Majestade Fidelíssima, Fidalgo Cavaleiro da Casa Real por Alvará de D. Maria I de Portugal de 6 de Julho de 1797, Comendador da Ordem Militar de Cristo e da Ordem de Nossa Senhora da Conceição de Vila Viçosa a 18 de Setembro de 1847, Coronel do 1.º Batalhão Móvel de Lisboa, Escrivão do Cível e Vereador da Câmara Municipal da mesma cidade, 2.º Alcaide-Mor e Senhor Donatário do Lugar de Tolões, em sucessão a seu pai por Decreto de D. João VI de Portugal de 24 de Julho de 1824 e herdeiro e 2.º Senhor do Vínculo da Vargem da Ordem instituído também por seu pai, etc.
Foi-lhe concedido o título de 1.º Barão da Vargem da Ordem por Decreto de D. Maria II de Portugal de 22 de Fevereiro de 1840 e foi elevado a 1.º Visconde da Vargem da Ordem por Decreto de D. Luís I de Portugal de 23 de Janeiro de 1863. Usou por Armas: escudo partido, na 1.ª Pessoa e na 2.ª de Amorim, com Coroa de Conde (pelo Pariato); timbre: Pessoa; concedidas a seu pai por Alvará de 26 de Junho de 1795 e por si usadas consuetudinariamente.

## Casamento e descendência
Casou em Lisboa, São Sebastião da Pedreira, a 7 de Setembro de 1825 com Gertrudes Amália de Sequeira (Lisboa, São Sebastião da Pedreira, 16/17 de Fevereiro de 1806 - Lisboa, Pena, 25 de Fevereiro de 1892), filha de António José de Sequeira, Comendador da Ordem de Cristo, e de sua mulher Inês Maria, da qual teve catorze filhos e filhas.